# Pro8l3m
Pro8l3m è un duo musicale polacco formatosi nel 2013. È costituito dal rapper Oskar Tuszyński e dal DJ Piotr Szulc.

## Storia del gruppo
Fondatosi a Varsavia, sono saliti al grande pubblico nel 2016 grazie all'uscita del loro primo album in studio eponimo, che ha fatto la propria entrata al 2º posto nella OLiS e che per aver venduto oltre 90 000 unità a livello nazionale ha ottenuto la certificazione di triplo platino dalla Związek Producentów Audio-Video. È inoltre risultato il 31º disco più venduto nel corso del medesimo anno. Anche il primo mixtape Ground Zero Mixtape, uscito nel 2018, ha riscosso successo, poiché ha debuttato in vetta alla classifica nazionale, ha conseguito lo stato di diamante e un premio Fryderyk, ed è stato uno dei 18 album più consumati in suolo polacco dell'intero anno.
Hanno visto risultati commerciali maggiori attraverso la pubblicazione dei dischi Widmo e Fight Club, entrambi collocatisi al vertice della OLiS. Il primo, certificato quadruplo platino dalla ZPAV con oltre 120 000 unità, è terminato al 9º posto nella graduatoria annuale. Napad na bankiet, una collaborazione incisa con Sokół e Taco Hemingway, è diventata la hit di maggior successo del duo con oltre 80 000 unità certificate, equivalenti a quattro platini.
Nella prima metà del 2025 il catalogo dei Pro8l3m ha riscoperto popolarità; il progetto più fortunato è stato Ground Zero Mixtape (2018), che si è spinto fino al 4º posto della OLiS. La traccia di successo, Ground Zero, si è fermata alla 2ª posizione nella hit parade polacca.

## Discografia

### Album in studio
- 2016 – Pro8l3m
- 2019 – Widmo
- 2021 – Fight Club
- 2023 – Proxl3m

### Album di remix
- 2024 – Instrumentals
- 2024 – Art Brut 1 Remixed

### EP
- 2016 – C30-C39
- 2017 – Hack3d by GH05T 2.0 EP

### Mixtape
- 2018 – Ground Zero Mixtape
- 2020 – Art Brut 2

### Singoli
- 2016 – Krzyk
- 2018 – Heat
- 2018 – Flary
- 2018 – Hazard
- 2018 – Ground Zero
- 2019 – Interpol
- 2019 – Jak Disney
- 2020 – Skrable
- 2020 – Koło fortuny
- 2020 – W domach z betonu
- 2020 – Przebój nocy (feat. Wanda i Banda)
- 2020 – Strange Days
- 2020 – Backstage (con Andrzej Zaucha)
- 2021 – Żar (con Brodka)
- 2021 – V
- 2021 – Fight Club
- 2021 – A2 (con Paluch e Luxon)
- 2023 – Nicea
- 2023 – Mayday
- 2023 – False Flag
- 2023 – Explosion
- 2024 – Na ostatnią chwilę (con Daria Zawiałow)

## Tournée
- 2016 – 2040 Tour
- 2021 – Art Brut 2 Tour
- 2022 – World Tour (con Sokół)